# René Girard (voetballer)
René Girard (Vauvert, 4 april 1954) is een voormalig profvoetballer uit Frankrijk, die speelde als verdedigende middenvelder. Hij kwam zeven keer uit voor het Franse elftal, en scoorde één keer voor Les Bleus in de periode 1981-1982. Girard stapte later het trainersvak in.

## Interlandcarrière
Girard nam met Frankrijk deel aan het WK voetbal 1982 in Spanje, en maakte tijdens dat toernooi de openingstreffer in de met 3-2 verloren troostfinale tegen Polen. Hij maakte zijn debuut op 14 oktober 1981 in de WK-kwalificatiewedstrijd tegen Ierland. Frankrijk verloor die wedstrijd in Dublin met 3-2. Ook doelpuntenmaker Bruno Bellone (AS Monaco) maakte zijn debuut in dat duel.

## Trainerscarrière
Na zijn loopbaan als speler ging Girard aan de gang als trainer. Hij trainde onder meer Nîmes Olympique, jeugdteams van Frankrijk (<21, <19 en <16) en was assistent bij het Frans voetbalelftal toen het Europees kampioen werd in 2000. Met Frankrijk U21 nam Girard in 2006 deel aan de EK-eindronde in Portugal, waar zijn selectie in de halve finales werd uitgeschakeld door de latere winnaar Nederland.
Zijn eerste 'grote' club die hij zelfstandig trainde was Montpellier HSC. In 2009 bereikte Montpellier onder aanvoering van Girard de finale van de Coupe de la Ligue, waarin het met 1-0 verloor van Olympique Marseille en in 2012 wist Girard het eerste kampioenschap van de club ooit binnen te halen, door Paris Saint-Germain op de laatste dag voor te blijven.

## Erelijst

### Voetballer
Girondins de Bordeaux
- Frans landskampioen

1984, 1985, 1987
- Coupe de France

1986, 1987

### Trainer
Frans voetbalelftal (assistent)
- Confederations Cup

2001
- Europees Kampioen

2000
 Montpellier HSC
- Finalist Coupe de la Ligue

2011
- Frans landskampioen

2012